# محمد بن ماجد العيوني
محمّد بن ماجد العيوني أميرٌ عيونِيّ حكم الأحساء ما بين (605 - 615 هـ)، أُغتيل على يد عمه مسعود بن محمد العيوني.

### فِهرِس المراجع
1. ↑  المديرس (2002)، ص. 139-140.

### بَيانات المراجع
الكُتُب مُرتَّبة حَسب تاريخ النَّشر
- عبد الرحمن بن مديرس المديرس (2002). الدولة العُيُونيَّة في البَحْرَيْن: 469-636هـ/1076-1238م. الرياض: دارة الملك عبد العزيز. ISBN:9960-693-81-3. LCCN:2003346798. OCLC:52358413. OL:20126399M. QID:Q118072568.